# Eupithecia setaceata
Eupithecia setaceata là một loài bướm đêm trong họ Geometridae.